# Koninklijke Fanfare "L'Union" 1872, Londerzeel
De Koninklijke Fanfare L'Union 1872, Londerzeel is een fanfareorkest uit Londerzeel dat opgericht werd op 6 februari 1872.

## Geschiedenis
Aanvankelijk kende het Londerzeelse verenigingsleven in de 19e eeuw slechts één muziekvereniging, de Koninklijke Fanfare Sinte-Cecilia Londerzeel. In gevolg van een ruzie in der oorspronkelijke vereniging kwam het in februari 1872 tot een breuk. Precies op 6 februari 1872 besloten enkele leden onder voorzitterschap van burggraaf Ferdinand de Spoelberch zelf een muziekvereniging op te richten, de "nieuwe sociëteit", de Koninklijke Fanfare "L'Union" 1872, Londerzeel ging van start met 27 leden waaronder 9 muzikanten.
Het aantal leden groeide gestadig en onder muzikale leiding van de heer Van den Bergh kon na korte tijd deelgenomen worden aan festiviteiten in het omliggende. Tijdens de Eerste Wereldoorlog was er rust in de hele vereniging. Na de vier rampjaren ging men weer aan het werk met de muzikale leider Fr. Demaeyer.
In 1925 werd aan de vereniging de titel "Koninklijke fanfare" toegekend.
In 1926 overleed de dirigent en zijn opvolger werd J. D'Hauwere, tevens directeur aan de Stedelijke Muziekschool te Dendermonde. Hij heeft het muzikale peil verder verhoogd. De fanfare traden in matrozenplunje bij de carnavaloptochten van Aalst, Oostende en Schaarbeek op. In 1940 kwam er een bruusk einde aan de opgang van "L'Union". Tot het einde van de Tweede Wereldoorlog was er rust in het verenigingsbedrijf. De eerste tien naoorlogse jaren waren een "woelige" periode, die gekenmerkt werd door liefst drie dirigentenwisselingen en tevens twee voorzitters.
Sindsdien ging het L'Union als nooit tevoren. Het muzikaal niveau kon enorm verbeterd worden en men had een punt bereikt waar de fanfare aan toernooien en wedstrijden kon deelnemen. In 1954 bereikte men de ereafdeling en tijdens het nationaal tornooi van de Stad Antwerpen in 1958 behaalde men een "Gouden Medaille".
In de jaren 1960 werd binnen de vereniging een trommelkorps opgericht. Ook muzikaal waren de jaren zestig (eerst) succesrijk. Men had nationaal en internationaal veel succes bij de concoursen te Sint-Pols (Frankrijk), Izegem, Avelgem enzovoorts. En toch zou stilaan de sterre beginnen te tanen. De jeugd liet het afweten en de oude garde werd langzaam maar zeker uitgedund. Eind 1969 kam er een einde aan en de heropstanding werd door de figuur van B. De Maeyer aangedreven. Met vereende krachten werd de jeugdopleiding veranderd en na vier jaar kon men de vruchten van de arbeid plukken door de oprichting van een jeugdfanfare.
De fanfare ging weer met succes naar internationale concoursen zoals in 1971 naar Bösel in de Duitse deelstaat Nedersaksen, in 1974 naar Lünen in de buurt van Dortmund en in 1976 naar Grenoble (Frankrijk). In 1984 werd de titel "Belgisch kampioen" in de ereafdeling van de Koninklijk Muziekverbond van België veroverd.

## Tegenwoordig
Naast het fanfareorkest beschikt de vereniging over een drumband en een jeugdfanfare.

## Dirigenten
- 1872- de heer Van den Bergh
- 1918-1926 Fr. Demaeyer
- 1926-1940 J. D'Hauwere
- 1945-  J. Van Hout
- E. Stevens
- 1954-1982 F. Van Regemoorter
- 1982- Paul Anné